# UFC 171
UFC 171: Hendricks vs. Lawler（ユーエフシー・ワンセブンティワン：ヘンドリックス・バーサス・ローラー）は、アメリカ合衆国の総合格闘技団体「UFC」の大会の一つ。2014年3月15日、テキサス州ダラスのアメリカン・エアラインズ・センターで開催された。

## 大会概要
本大会ではジョニー・ヘンドリックスとロビー・ローラーによるUFC世界ウェルター級王座決定戦が組まれた。
キャリア13戦全勝のKOTC世界ミドル級王者ショーン・ストリックランド、11戦全勝のフランシスコ・トレヴィーノがUFCデビュー。

### カード変更
負傷などによるカードの変更は以下の通り。
- トル・トロエン → ショーン・ストリックランド（第2試合）

- ダレル・モンタギュー → ジャスティン・スコッギンズ（第3試合）

- ジュリアナ・ペーニャ → ラケル・ペニントン（第7試合）

- チアゴ・シウバ → ニキータ・クリーロフ（第9試合）

- ジョン・ジョーンズ vs. グローバー・テイシェイラ → UFC 172に移動

## 試合結果

### アーリープレリム
第1試合 フェザー級ワンマッチ 5分3R
○  ロブ・ホワイトフォード vs.  ダニエル・ピネダ ×
3R終了 判定3-0（30-27、29-28、29-28）
第2試合 ミドル級ワンマッチ 5分3R
○  ショーン・ストリックランド vs.  ババ・マクダニエル ×
1R 4:33 リアネイキドチョーク
第3試合 フライ級ワンマッチ 5分3R
○  ジャスティン・スコッギンズ vs.  ウィル・カンプザーノ ×
3R終了 判定3-0（30-27、30-27、30-27）
第4試合 71.2kg契約ワンマッチ 5分3R
○  フランシスコ・トレヴィーノ vs.  ヘニー・フォルチ ×
3R終了 判定3-0（29-28、29-28、29-28）
※フォルチの体重超過によりライト級から変更。

### プレリミナリーカード
第5試合 ウェルター級ワンマッチ 5分3R
○  アレックス・ガルシア vs.  ショーン・スペンサー ×
3R終了 判定2-1（29-28、28-29、30-27）
第6試合 フェザー級ワンマッチ 5分3R
○  デニス・バミューデス vs.  ジミー・ヘッテス ×
3R 2:57 TKO（膝蹴り）
第7試合 女子バンタム級ワンマッチ 5分3R
○  ジェシカ・アンドラージ vs.  ラケル・ペニントン ×
3R終了 判定2-1（29-28、28-29、29-28）
第8試合 ウェルター級ワンマッチ 5分3R
○  ケルヴィン・ガステラム vs.  リック・ストーリー ×
3R終了 判定2-1（28-29、29-28、30-27）

### メインカード
第9試合 ライトヘビー級ワンマッチ 5分3R
○  オヴィンス・サンプルー vs.  ニキータ・クリーロフ ×
1R 1:29 TKO（ヴォンフルーチョーク）
第10試合 ウェルター級ワンマッチ 5分3R
○  ヘクター・ロンバード vs.  ジェイク・シールズ ×
3R終了 判定3-0（30-27、30-27、29-28）
第11試合 ライト級ワンマッチ 5分3R
○  マイルズ・ジュリー vs.  ディエゴ・サンチェス ×
3R終了 判定3-0（30-27、30-27、29-28）
第12試合 ウェルター級ワンマッチ 5分3R
○  タイロン・ウッドリー vs.  カーロス・コンディット ×
2R 2:00 TKO（右膝の負傷）
第13試合 UFC世界ウェルター級王座決定戦 5分5R
○  ジョニー・ヘンドリックス vs.  ロビー・ローラー ×
5R終了 判定3-0（48-47、48-47、48-47）
※ヘンドリックスが王座獲得に成功。

### 各賞
ファイト・オブ・ザ・ナイト： ジョニー・ヘンドリックス vs. ロビー・ローラー
パフォーマンス・オブ・ザ・ナイト： オヴィンス・サンプルー、デニス・バミューデス
各選手にはボーナスとして5万ドルが支給された。